# マイクロドライプリンタ
マイクロドライプリンタは、アルプス電気が独自開発し、自社ブランドで発売した個人用プリンター。
当初「Micro Dry Process（マイクロドライプロセス）方式プリンタ」と称したが、現在では「Micro Dryプリンタ」（マイクロドライプリンタ）と称して発売されていた。
「マイクロドライ」はアルプス電気が「電子応用機械器具及びその部品」「紙類，文房具，印字用インクリボン（交換用インクリボンを含む），アイロンの熱を利用してなる転写用シート」で商標登録している（それぞれ日本第4176758号、日本第4224141号）が、別分野でクラレ（日本第4212116号他1件）が商標登録している。

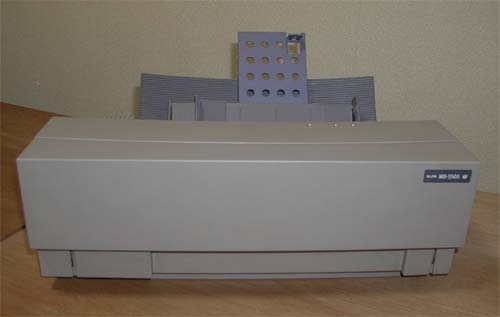
最新機種のMD-5500

2010年5月末日で販売終了であることがアナウンスされ、販売終了した。

## 概要・特色
最大の特徴は熱ヘッドである。マイクロDOSヘッドと呼ばれる、1ドットあたり直径約40マイクロメートルの円形シリコン単結晶熱ヘッドを用いたもので、インクジェットプリンターと比べて解像度で大きく劣るといわれていた、それまでの熱転写プリンターの欠点を大きく改善したものである。
またこの方式は、顔料系のドライインク（ワープロで用いられるのとほぼ同じインクリボンカセットを使用）を用いるため、インクジェットプリンターの欠点であるインクにじみが原理的に発生せず、耐水性や耐光性にも優れ、また印刷用紙を選ばず（ただ、腰のない薄い用紙や引っ張り強度の弱い紙を用いるとトラブルを生じることあり）、メタリックインクや白色インクといった特色印刷や、昇華型熱溶融印刷（一部機種）が可能という特長がある。またインクジェット方式のようなノズル詰まりが原理的に生じないことや、印刷中にインクが切れた際、インクカセットを交換し、印刷を続行できることも特長である。
特に特色印刷の機能を有する点は、その独特の発色と相まって、オフセット印刷に近い品質が得られるとして、商業印刷のカラー・カンプ作成用に重用される理由にもなっている。アルプス電気自身も、ホームページ上で「ALPSマイクロドライプリンタは、プロのデザイナーによって支えられてきました。それは、色再現性が評価されたためです。」と述べている。MD-5500商品概要
またインクの特質を生かし、マイクロドライプリンタを用いて模型用のデカールやインスタントレタリングを作成する事が可能であると知られている。
欠点としては、カラー印刷時は用紙を往復させて一色ずつインクを乗せてゆく方式であるため、カラー印刷で印字速度が遅いこと、また色ずれや、用紙の質によっては用紙を往復させる過程でトラブルを生じる場合があること、インクリボンに跡が残るためセキュリティ上の問題があること、写真印刷などではプリントにリボン跡が出ること、インクジェットプリンターと比べてランニングコストが高いことが挙げられる。

## 経歴と現状
最初の製品であるMD-2000は1995年6月に発売されたが、これはカラー印刷600×600dpi、モノクロ印刷600×1200dpiという解像度を持ち、10万円を切る価格設定とともに驚きをもって迎えられた。
モノクロ印刷の解像度は縦方向のスムージング処理によって得られたものだが、公称性能として1000dpi以上の解像度を得たのは、パーソナルプリンターとしてはMD-2000が世界初であったといわれている。当初からアイロンプリントの機能を有しており、アイロンプリント用のキットが存在したほか、アイロンプリント用インクでOHP用フィルムに印刷することもできた（ドライバの改良で、現在は紙用インクで可能）。また熱転写方式という構造を生かし、プリントゴッコのマスター製版を刷ることもでき、ドライバで色分解してフルカラー製版を行える機能もあった。またこうした機能に対応し、シートフィーダー部を水平に倒し、原稿を手差しとすることも可能であった。またアルプス電気独自の規格である「Labeca FREE（ラベカフリー）」対応のシートを用いたラベル印刷も、アルプス電気オリジナルのユーティリティソフト「PRINT STUDIO」によって可能であった（Labeca FREEシートはすでに販売を終了しているが、製造・販売はコクヨとエーワン株式会社が行っていた）。
外装のインダストリアルデザインは米国IDEO社によるもので、後の製品もIDEO社が担当した。MD-2000、2010、2300、4000では扇形を基調とした特徴的なデザインであったが、MD-1000からはキュービックなデザインに変更され、現在に至っている。MD-5000シリーズではiMacカラーをあしらったものもあった。
その後、オプションにより昇華型熱溶融印刷も可能になったほか、カラー印刷でのスムージングや横方向のスムージングができるように改良され、またインクジェットプリンターのようなバリアブル・ドット技術が開発されVDフォトプリンタに発展（現在は在来方式の製品がなくなったためか、単に「VDプリンティング」と称している）、解像度も2400dpi相当に引き上げられた。
カラー印刷はCMYKの四色グラビア印刷が基本で、同時セットできるカセットも4本であったが、VDフォトプリンタでは7本を同時セットできるようになっている。またこれまでどおり、用途に応じて使用するインクの組み合わせを変えることができる。またVDフォトプリンタではメタリック印刷が発展し、「金箔押し」の印刷も可能になっている。
過去には「スキャプリ」と称したイメージスキャナ内蔵の複合機も存在した。フラットベッド型ではなく、FAXなどのように原稿を送り込むドラムスキャナー方式で、MD-4000などがこれにあたる。「スキャプリ」はアルプス電気の登録商標（日本第4224302号・第4868718号）である。
またMD-2000、2010、2300、4000ではDOS/V用の「J」型、Macintosh用の「S」型があり、J型はパラレル（IEEE 1284）接続のESC/P・RGLプリンター、S型はSCSI接続のRGLプリンターであった（後に登場した「Micro Dry RIP」というソフトウェアインタープリタによりAdobe PostScriptに対応）。MD-1000、1300、1500、MD-5000シリーズではJ型を基本とし、Macintoshではアダプターを介してSCSI接続する方法に改められ（MD-1000、1300、1500ではアダプター付属のものをD型と称し、これもMicro Dry RIPによりMacintosh環境でのみPostScriptに対応）、1999年10月発売のMD-5500では、やはりそれまでアダプターを介して行われていたUSB接続が標準となった。
店頭販売からは2000年12月に撤退、ネット直販でMD-5500が販売されていたが、2010年5月末で販売を終了している。修理対応は2015年5月31日、サプライ品の販売は2016年5月31日をもって終了した。このほか、株式会社きもとの製品にマイクロドライプリンタの技術が供与されている（2004年までは沖データ製品MICROLINE 7050cにも、同様に技術供与された）。
またマイクロドライプリンタで開発された技術は、アルプス電気が電子部品のひとつとして製造・供給しているプリンター装置に生かされ、ワープロのプリンター（PhotoPrint技術）や、キヤノンなど他社で発売しているデジタルカメラ写真印刷用の昇華型熱転写プリンター（フォトプリンター）の心臓部に用いられている。
プリンタドライバは、Windows 7では32ビット版のみの対応となっている。